# Anselme-Benoît Champagneux
Pour les articles homonymes, voir Champagneux (homonymie).
Anselme-Benoît Champagneux (son vrai nom est Anselme Benoît Donin de Champagneux), né le 12 août 1774 à Bourgoin et mort le 28 novembre 1845 à Hyères, est un botaniste et administrateur français.

## Biographie
À 18 ans, il s'engage volontairement dans la guerre que mène la République contre les autres États européens: il combat dans les Ardennes, puis dans les Alpes.
Il suit ensuite les cours de botanique du Jardin des plantes, à Paris et les excursions menées par Jussieu. Il est remarqué par ses professeurs, notamment René Desfontaines (1750-1831) et Antoine François Fourcroy (1755-1809), qui lui donnent des attestations très honorables.
En 1819, afin de se rapprocher de sa famille, il quitte Paris pour Lyon. Il est inspecteur de la loterie à Lyon de 1819 à 1834. 
Il est l’un des tout premiers membres de la Société linnéenne de Lyon. Ses connaissances botaniques sont fort réputées et il peut contribuer à la Flore Lyonnaise de Giovanni Battista Balbis (1765-1831). Il lègue à la Société linnéenne de Lyon un riche herbier.
À partir de 1831, il consacre sa vie au secours de celle des autres, et notamment à l'accueil des réfugiés polonais. 
Mais, en 1839, atteint de rhumatismes, il choisit un climat plus favorable et s’établit à Hyères. C'est l’occasion pour lui de se remettre à la botanique : une végétation toute différente s’offre à lui et il fait quelques découvertes intéressantes : l’Orchis saccata de Sicile était signalée comme nouvelle pour la France et Orchis champagneuxii, nouvelle pour la science(???). Cette dernière lui est dédiée par Francois Marius Barnéoud (1821-?) en 1843. Il offre à la ville d’Hyères un herbier constitué par ses explorations botaniques autour de cette ville. En 1845, pour honorer sa mémoire, celle-ci concède à perpétuité le terrain où il est inhumé.

## Famille
Il est le fils de Luc Antoine Donin de Rosières de Champagneux (1744-1807) et d'Ursule Adélaïde Brottin. Il reste célibataire.
Son père a été un des deux témoins de l'union de Jean Jacques Rousseau et Thérèse Levasseur à Bourgoin en 1768. Il est un grand ami de Jean Marie Roland et son épouse Manon Phlipon / Mme Roland (il est appelé simplement Champagneux dans leur correspondance). Il a exercé plusieurs fonctions administratives à Bourgoin, Paris et Lyon: capitaine châtelain de Bourgoin de 1767 à 1785, puis procureur de la municipalité de Lyon (1792), secrétaire particulier de Jean Marie Roland quand il est ministre de l’Intérieur, conservé par son successeur Garat, démissionné en août 1793, chef de division au ministère de l’Intérieur en 1795, enfin juge à la cour d’appel de Lyon 1800-1807.
Son frère cadet, Pierre Léon Donin de Champagneux (1777-1864) épouse en décembre 1796 la fille unique des Roland, Marie Thérèse Eudora (1781-1858). 